# エンリコ・ガスパロット
エンリコ・ガスパロット（Enrico Gasparotto、1982年3月22日 - ）は、イタリア、サチーレ出身の自転車競技（ロードレース）選手。

## 経歴
2005年、リクイガスとプロ契約。
- カタルーニャ一周 区間1勝（第2）。
- 国内選手権、個人ロードレースを制覇。

2006年
- メモリアル・チムリー 優勝。

2007年
- ジロ・デ・イタリアの第1、2ステージにおいてマリア・ローザを着用。
- デンマーク一周総合2位。

2008年、バルロワールドへ移籍。
- ティレーノ〜アドリアティコ 総合2位。
- デ・パンネ3日間 区間1勝（第1）、総合3位。
- ステル・エレクトロトゥール 区間1勝（第2）、総合優勝。
- ジロ・ディ・ロマーニャ 優勝。
- コッパ・プラッチ 2位。

2009年、ランプレ＝N.G.C（現 ランプレ・メリダ）へ移籍。
- コッパ・ベルノッキ 3位。

2010年、アスタナへ移籍。
- ティレーノ〜アドリアティコ第5ステージ優勝
- アムステルゴールドレース3位。

2010年、アスタナへ移籍。
- ティレーノ〜アドリアティコ第5ステージ優勝

2012年
- アムステルゴールドレース 優勝
- リエージュ〜バストーニュ〜リエージュ 3位

2013年
- アムステルゴールドレース 9位
- リエージュ〜バストーニュ〜リエージュ 6位
- グランプリ・シクリスト・ド・モンレアル 7位
- ジロ・ディ・ロンバルディア 5位

2014年
- アムステルゴールドレース 8位
- グランプリ・シクリスト・ド・ケベック 8位
- グランプリ・シクリスト・ド・モンレアル 9位

2015年、ワンティ＝グループ・ゴーベルトへ移籍。
- アムステルゴールドレース 8位
- コッパ・アゴストーニ 9位

2016年
- ブラバンツ・パイル 2位
- アムステルゴールドレース 優勝

2017年
- バーレーン・メリダへ移籍

2018年
- アムステルゴールドレース　3位

2019年
- チーム・ディメンションデータへ移籍

2020年
- シーズン終了後に引退